# Sergiu Ursache
Sergiu Florentin Ursache (Odobești, 11 ottobre 1988) è un rugbista a 15 romeno, seconda linea, flanker e numero otto e 3 volte internazionale per la Romania.

## Biografia
Sergiu comincia ad avvicinarsi al rugby in Romania a Focșani. Dopo poco più di un anno viene convocato con la Nazionale romena Under-19 e selezionato per la Coppa del Mondo Under-19 2007 a Dublino. Grazie alla mediazione di Liviu Pascu, nel 2007 approda in Italia, sponda Parma, per disputare il Super 10 2007-2008. Dopo due stagioni a Parma, dove vince due edizioni di Coppa Italia, nel 2009-10 viene ingaggiato dal Veneziamestre.
Il 13 novembre del 2009, a Piacenza, fa il suo esordio internazionale con la maglia della Nazionale romena, contro l'Italia A.
Dopo aver partecipato alla IRB Nations Cup 2010, giocando il match contro la Namibia, si trasferisce in Scozia al Watsonians RFC, allenato dalla coppia formata da Andy Barnett e dall'ex internazionale Marcus Di Rollo, per disputare il campionato scozzese.
Dopo l'esperienza scozzese, il 25 ottobre 2011, torna in Italia tra le file dell'Udine in serie A1 per due stagioni. Nel 2012, mentre è a Udine, viene nuovamente convocato nel gruppo della Romania per l'IRB Nations Cup 2012, senza, tuttavia, disputare nessuna partita.
Dopo una breve parentesi al CUS Verona, nell'estate 2013 firma un contratto con il CUS Torino per disputare il campionato di serie A2 2013-14. Dopo 5 stagioni consecutive a Torino, con più di una in veste di capitano e vero trascinatore del club, nel 2018 decide di rinnovare per due anni con il CUS Ad Maiora Rugby e continuare a giocare nel campionato di serie A.
In data 21 luglio 2018 consegue la laurea triennale in Scienze Motorie all'Università degli Studi di Torino.

## Palmarès
- Coppe Italia: 2
Parma: 2007-08, 2008-09